# Philippyrgus
Philippyrgus is een geslacht van rechtvleugeligen uit de familie Pyrgomorphidae. De wetenschappelijke naam van dit geslacht is voor het eerst geldig gepubliceerd in 1974 door Kevan.

## Soorten
Het geslacht Philippyrgus  is monotypisch en omvat slechts de volgende soort:
- Philippyrgus subapterus (Kevan, 1974)